# Lamprotornis superbus
Lo storno superbo (Lamprotornis superbus Rüppell, 1845)  è un uccello della famiglia degli Sturnidi, diffuso in Africa.

## Descrizione
Il piumaggio è di cinque colori: nero, azzurro verdognolo, azzurro metallico, bianco e arancione. Un esemplare adulto può raggiungere i 18 cm di lunghezza.

## Biologia

### Comportamento
Come gli altri storni, lo storno superbo ha un curioso sistema di riproduzione cooperativa in cui i genitori sono aiutati dal resto del gruppo per l'alimentazione dei giovani. I loro nidi sono di solito appesi ai rami delle acacie, per sfruttare la protezione offerta dalle loro spine, o anche in cavità dei tronchi e di pareti rocciose. Quando la protezione non è sufficiente, loro stessi collocano delle spine all'ingresso del nido per formare una barriera pungente. 
Il maschio e la femmina condividono la responsabilità di costruire il nido, incubare le uova e nutrire i piccoli.
Sono uccelli rumorosi che possiedono molte vocalizzazioni. Nel Parco Nazionale Amboseli (Kenya) è stato osservato che le scimmie verdi sanno riconoscere l'allarme lanciato dagli storni quando avvistano un predatore.

### Alimentazione
Si nutrono di termiti, cavallette e altri insetti presenti sul terreno, così come di piccole bacche che raccolgono.

### Riproduzione
Può deporre 3-4 uova che si schiudono dopo 12 giorni dalla deposizione.

## Distribuzione e habitat
È distribuito in Africa orientale, e occupa quasi l'intero Corno d'Africa, dal Sudan del Sud alla Tanzania.
Vive in ambienti di savana, nelle zone di pascolo e anche nelle aree agricole, urbane e suburbane.